# Аманула Кан
Аманула Кан (на пущунски: امان الله خان‎) е принц от 1919 до 1926 г., а след 1926 г. крал на Афганистан. След третата англо-афганистанска война, Афганистан успява да придобие независима външна политика, освободена от влиянието на Обединеното кралство, а управлението му е белязано от драматични политически и социални промени. Той е първият афганистански владетел, който се опитва да модернизира Афганистан по западните модели. Въпреки това, той не успява в това, поради народното въстание на Хабибула Калакани и неговите последователи. На 14 януари 1929 г. Аманула абдикира и бяга в съседна Британска Индия, докато страната влиза в кратка гражданска война. От Британска Индия той отива в Европа, където живее в Цюрих, Швейцария, до смъртта си през 1960 г.

## Биография

### Ранни години
Аманула Кан е роден на 1 юни 1892 г. в Пагман близо до Кабул, Емирство Афганистан. Той е третият син на емир Хабибула Кан. Аманула е назначен като губернатор на Кабул и контролира армията и съкровищницата и получава вярност от повечето племенни лидери.
Русия претърпява комунистическата си революция, което довежда до напрегнати отношения между страната и Обединеното кралство. Аманула използва възможността, за да спечели независимостта на Афганистан по външните си отношения. Той води изненадваща атака срещу британците в Индия на 3 май 1919 г., което е началото на третата англо-афганска война. След първоначалните успехи, войната е в застой, тъй като Обединеното кралство все още не може да се възстанови с разходите за Първата световна война. Примирие е постигнато към края на 1919 г., а Афганистан е напълно свободен от британско влияние.

### Реформи
Аманула се радва на популярност в Афганистан и използва влиянието си за модернизиране на страната. Той създава нови космополитни училища за момчета и момичета в региона и отменя вековни традиции като строгите кодове за облекло за жените. Той увеличава търговията с Европа и Азия. Също така предлага модернистка конституция, която включва равноправни права и индивидуални свободи. Съпругата му, кралица Сорая Тарзи изиграва огромна роля по отношение на политиката му към жените. Тази бърза модернизация създава реакция и въстание, известно като бунтовете „Кохот“, което е потушено през 1924 г. Той също така се среща с много бахаи в Индия и Европа, като донася книги, които все още се намират в библиотеката в Кабул. По-късно служат като едно от обвиненията, когато е свален.
По това време, външната политика на Афганистан се занимава предимно със съперничеството между Съветския съюз и Обединеното кралство, т.нар. Голяма игра. Всеки от тях се опитва да спечели благоволението на Афганистан, за да може другата власт да получи влияние в региона. Този ефект е противоречив, но като цяло благоприятен за Афганистан. Аманула създава ограничени афганистански военновъздушни сили, състоящи се от дарени съветски самолети.

### Посещение в Европа
Аманула пътува до Европа в края на 1927 г. Афганистанският крал и кралицата излизат от Карачи и по пътя се срещат с крал Фауад от Египет в Кайро. Те предприемат голяма европейска визита: Италия, пристигащи на 8 януари 1928 г., където се срещат с крал Виктор Емануил III, заедно с неговия министър-председател Бенито Мусолини и папа Пий XI във Ватикана; Франция, пристигане в Ница на 22 януари 1928 г., в Париж на 25 януари, среща с президента Гастон Думерг; Белгия, пристигане в Брюксел на 8 февруари, среща с крал Алберт I и кралица Елизабет Баварска. Следващата спирка е Германия. На 22 февруари се среща с президента Паул фон Хинденбург. След това пътува до Великобритания като гост на крал Джордж V и кралица Мери Тек. Последно посещава Полша на 2 май 1928 г.

### Революция и абдикация
По време на посещението на Аманула в Европа, опозицията срещу неговата власт се увеличава, въстанието в Джалалабад кулминира в поход към столицата и голяма част от армията дезертира, вместо да окаже съпротива. В началото на 1929 г. Аманула абдикира и отива във временно изгнание в Британска Индия. Неговият брат Инаятула Кан става следващият крал на Афганистан за няколко дни, докато Хабибула Калакани узурпира властта.
Калакани управлява 9 месеца и е заменен от Мохамед Надир Шах на 13 октомври 1929 г. Аманула се опитва да се завърне в Афганистан, но не получава достатъчно подкрепа от хората. От Британска Индия, бившият крал пътува до Европа и се установява в Италия, а по-късно в Швейцария. Междувременно, Надир Шах пропагандира, че завръщането му в Афганистан е невъзможно.

### Смърт
Аманула Кан умира в Цюрих, Швейцария, през 1960 г. Тялото му е транспортирано в Афганистан и погребано в източния град Джалалабад. Малцина от многото му реформи са продължени, след смъртта му.